# Alexandre Tansman
 Alexandre Tansman (Lodz, Polonia,12 de junio de 1897-París, 15 de noviembre de 1986) fue un compositor y pianista polaco de origen judío.  Sus obras son de estilo neoclásico y están inspiradas en la música judía polaca e influenciadas por la obra de Igor Stravinsky y Maurice Ravel. Debido a que gran parte de su vida transcurrió en Francia y que este país le concedió la nacionalidad, algunos lo consideran un compositor francés.

## Biografía
Sus primeros años transcurrieron en su Polonia natal, cuando el territorio pertenecía al Imperio Ruso de los zares. Las primeras lecciones musicales las tomó a temprana edad de su madre, que era pianista aficionada, a los 11 años ingresó en el conservatorio de Lodz, donde estudió composición y piano, en 1914 inició estudios de derecho en la Universidad de Varsovia, graduándose en 1918. En 1919 se trasladó a Francia, donde vivió el resto de su vida, exceptuando el periodo de la Segunda Guerra Mundial. En París entabló contacto con Maurice Ravel y cultivó la amistad de otros músicos extranjeros, entre ellos Martinu y Andrés Segovia, para quien compuso varias obras guitarrísticas.
El estallido de la Segunda Guerra Mundial y la persecución de los judíos por los nazis, le obligó a huir de Francia, junto a su familia, para refugiarse en Estados Unidos, donde  estableció una gran amistad con Stravinsky y escribió dos sinfonías, una de ellas dedicada a los muertos en la contienda,  In Memoriam por los muertos por Francia, y música para cine en colaboración con realizadores como Julien Duvivier, Fritz Lang y Dudley Nichols. 
En 1946, una vez derrotado el ejército alemán y finalizada la contienda, volvió a París. 
Tras su regreso a  Francia, alcanzó su plena madurez como compositor, siendo reconocido internacionalmente y sus obras interpretadas como parte del repertorio de numerosas orquestas,  asimismo realizó giras por diferentes países, entre ellos Polonia, España, Alemania, Italia, Bélgica, Holanda e Israel. En 1986, el mismo año de su fallecimiento, fue nombrado doctor honoris causa por la Academia de Música de Lodz, su ciudad natal, en Francia se le concedió la Orden de las Artes y las Letras poco antes de su fallecimiento.

## Obra seleccionadas
- Música para orquesta
  - 9 sinfonías (1917, 1926, "Symphonie concertante" 1931, 1939, 1942, "In memoriam" 1944, "Lyrique" 1944,"Musique pour orchestre" 1948, 1957–8)
  - Concierto para orquesta (1955)
  - Les dix commandements (1979)
- Música de cámara. Incluyen 9 cuartetos de cuerda y numerosas obras para otras agrupaciones, desde dúos hasta octetos.
- Obras para piano. Escribió unas 100 composiciones para piano, incluyendo sonatas, sonatinas, baladas, mazurcas, preludios y suites.
- Obras para guitarra.
  - Cavatina.
  - Suite in modo Polonico (1962)
  - Hommage à Chopin
  - Variations on a Scriabin Theme
- Obras para coro y orquesta.
- Ópera
- Música de películas.